# شهریار سوم
اسپهبد شهریار سوم شانزدهمین حاکم از خاندان باوندیان بود که در دو بازهٔ کوتاه میان سال‌های ۹۸۶ تا ۹۸۷ میلادی و پس از وقفه‌ای در سال ۹۸۸ میلادی، حکومت کرد. او جانشین شروین سوم بود و با حمایت‌های قابوس بن وشمگیر، امیر زیاریان، با مرزبان بن رستم در جدال بود.

## دوران حکومت
شهریار متحد و از قوم و خویشان قابوس زیاری بود. او پس از شکست قابوس در برابر آل بویه، در ۳۷۱ هجری حکومت خود بر هزارجریب را از دست داد. شهریار پس از هجده سال صبر، به همراه قابوس مجدداً به گرگان آمد و در سال ۳۸۸ هجری موفق به بازپس‌گیری ملک موروثی خود شد. شهریار پس از شکست قابوس در برابر مجدالدوله دیلمی نزد منوچهر پسر قابوس که در جبههٔ حریف می‌جنگید پناه گرفت. نهایتاً میان قابوس و شهریار جدایی افتاده و قابوس او را به محبس انداخته و در سال ۳۹۷ هجری شهریار بر اثر شکنجه در زندان کشته شد. البته طبق گزارشی دیگر شهریار سوم در سال ۱۰۰۰ میلادی، پس از فرار به ری درگذشته.

## توجه به ادبیات
ابوالقاسم فردوسی، شاعر مشهور ایرانی، پس از آن که شاهنامه را به سلطان محمود غزنوی ارائه کرد و صله‌ای دریافت نکرد، نزد اسپهبد شهریار آمده و کتاب را پیشکش او کرد ولی شهریار از بیم سلطان شاهنامه را نپذیرفت و از فردوسی تقاضا کرد هجونامه‌ای که علیه سلطان محمود نوشته را به مبلغ صد هزار درهم به او دهد تا از بین ببرد که فردوسی پذیرفت.